# Eszperantó jubileumi szimbólum

Eszperantó jubileumi szimbólum

Az eszperantó jubileumi szimbólum az eszperantó számára javasolt alternatív szimbólum. A modern grafikában az eszperantó belső gondolatát képviseli: mindenkit egyesíteni. Ez tartalmazza a latin E betűt (eszperantó) és a cirill Э (Эсперанто) betűt, amely a nyugat és a kelet egyesülését szimbolizálja. A két betű használatának ötlete azért merült fel, mert a szimbólumot a hidegháború vége előtt hozták létre, amikor az Egyesült Államok (amelynek fő nyelve, az angol, a latin ábécét használja) és a Szovjetunió (amelynek fő hivatalos nyelve, az orosz, a cirill betűket használja) voltak a világ fő „ellenségei”.

## Története
Az Eszperantó Világszövetség (EV) egy jubileumi szimbólum megalkotására versenyt hirdetett. 1983-ban Hilmar Ilton S. Ferreira brazil eszperantista nyerte el, aki Janette Lindo Ferreira rajzát javasolta. A nyertes szimbólum nem volt teljesen szimmetrikus. Az EV akkori antwerpeni Grafikai Központja felkérte Bob Venhuizent, egy önkéntes grafikust, hogy javítsa ki. Ezt a szép formát használták az Eszperantó nyelv jubileumi évében. Kezdetben csak a körvonalat használták, leggyakrabban fekete színnel és más színű háttérrel, vagy fehér vonalakat más színű háttérrel. A körvonal belseje ezért mindig más volt.

Az 1987-es jubileumi év (ekkor volt 100 éves az eszperantó nyelv, 1887. július 26-án jelent meg az Unua Libro) után a Flamand Eszperantó Liga megbízott egy helyi marketing szakembert, hogy dolgozzon ki egységes formát több változatra. A szakember ajánlotta a jubileumi szimbólumot, de azt tanácsolta, hogy a szimbólum körvonalát uralja mindig a fekete szín, a szimbólum belseje pedig legyen mindig zöld. A zöld Pantone 389-et választotta, amely RGB jelöléssel kb. #CCE82E színkódnak felel meg. 
Az EV ezt a stílust alkalmazta a kiadványainak illusztrálásához. Például az 1990-es évek eleji eszperantó dokumentumok mindegyike azonos stílusú, fekete körvonalakkal és a fent említett zöld színű szimbólummal vannak ellátva. Később más szervezetek, mint például a Eszperantó Ifjúsági Világszervezet (TEJO), az Eszperantó Tanárok Nemzetközi Szövetsége (ILEI) és az Universala Federacio Esperantista (UFE), ugyanazt a stílust vették át és több éven át használták. A Flamand Eszperantó Liga továbbra is az akkor eldöntött formában használja a szimbólumot. Az EV a saját adaptációját használja. Az Európai Eszperantó Unió (EEU) egy másik verziót használ. A negyedik variáció apró zöld ötágú csillagával, a ciril Э felkarjai között.
A dinnye alakja és színe miatt néha "dinnyének" is becézik.
Van egy szöveges változata is a jubileumi "ЄЭ" szimbólumnak, amelyet gyakran használnak pl. az azonnali üzenetküldésekben és a közösségi hálózatokon.

## Megjelenítései

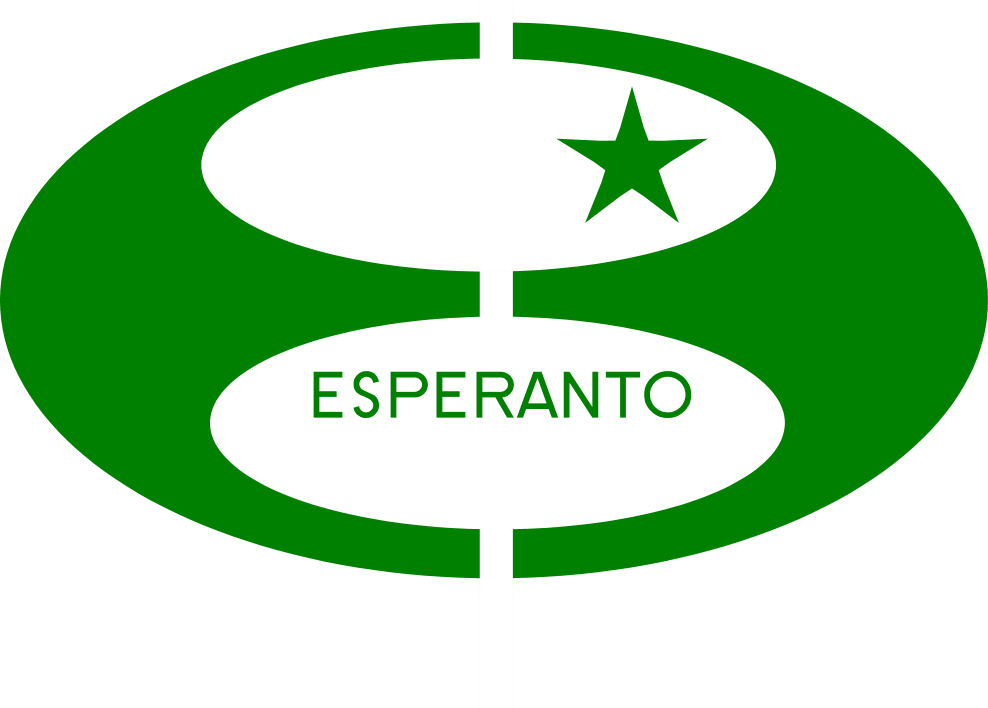

### Alkalmazásai

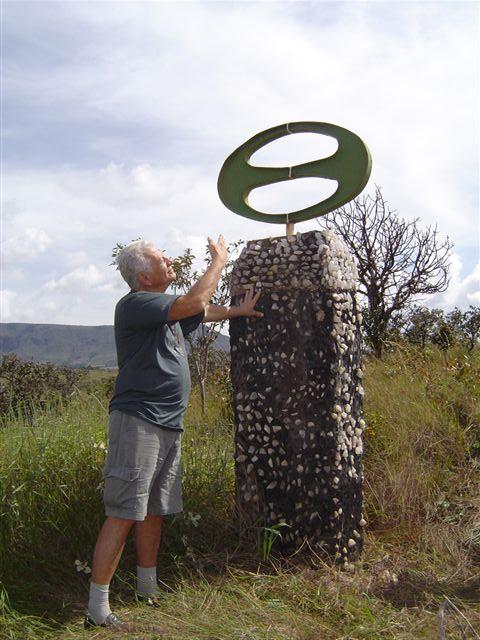
Alto Paraíso, Goiás, Brazília
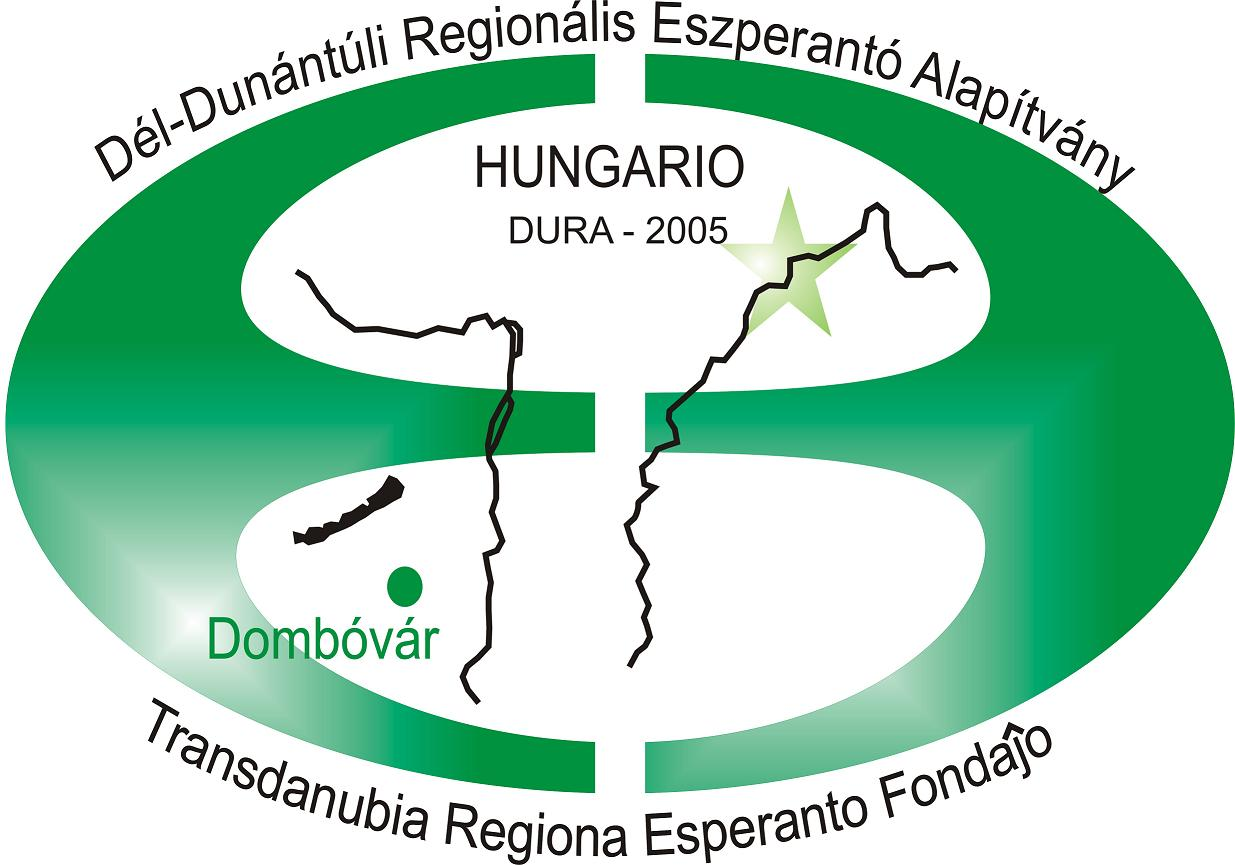

## Fordítás
- Ez a szócikk részben vagy egészben  a   Jubilea simbolo című eszperantó Wikipédia-szócikk ezen változatának fordításán alapul.  Az eredeti cikk szerkesztőit annak laptörténete sorolja fel. Ez a jelzés csupán a megfogalmazás eredetét és a szerzői jogokat jelzi, nem szolgál a cikkben szereplő információk forrásmegjelöléseként.